# Autoportraits de Vincent van Gogh
Pour les articles homonymes, voir Autoportrait (homonymie).
Les  autoportraits de Vincent van Gogh sont un ensemble de tableaux et dessins représentant l'artiste-peintre néerlandais entre 1886 et 1889. Durant sa carrière artistique, van Gogh s'est représenté dans une quarantaine de peintures et dessins. Si l'authenticité des portraits de Van Gogh ne fait aucun doute concernant la grande majorité d'entre eux, certains attribués par Jacob Baart de la Faille, auteur du premier catalogue raisonné, ont depuis été contestés ou retirés de la liste. Ainsi, il n'est connu aucun autoportrait de van Gogh datant de son séjour à Auvers-sur-Oise.

## Chronologie des autoportraits

### Paris 1886-1888

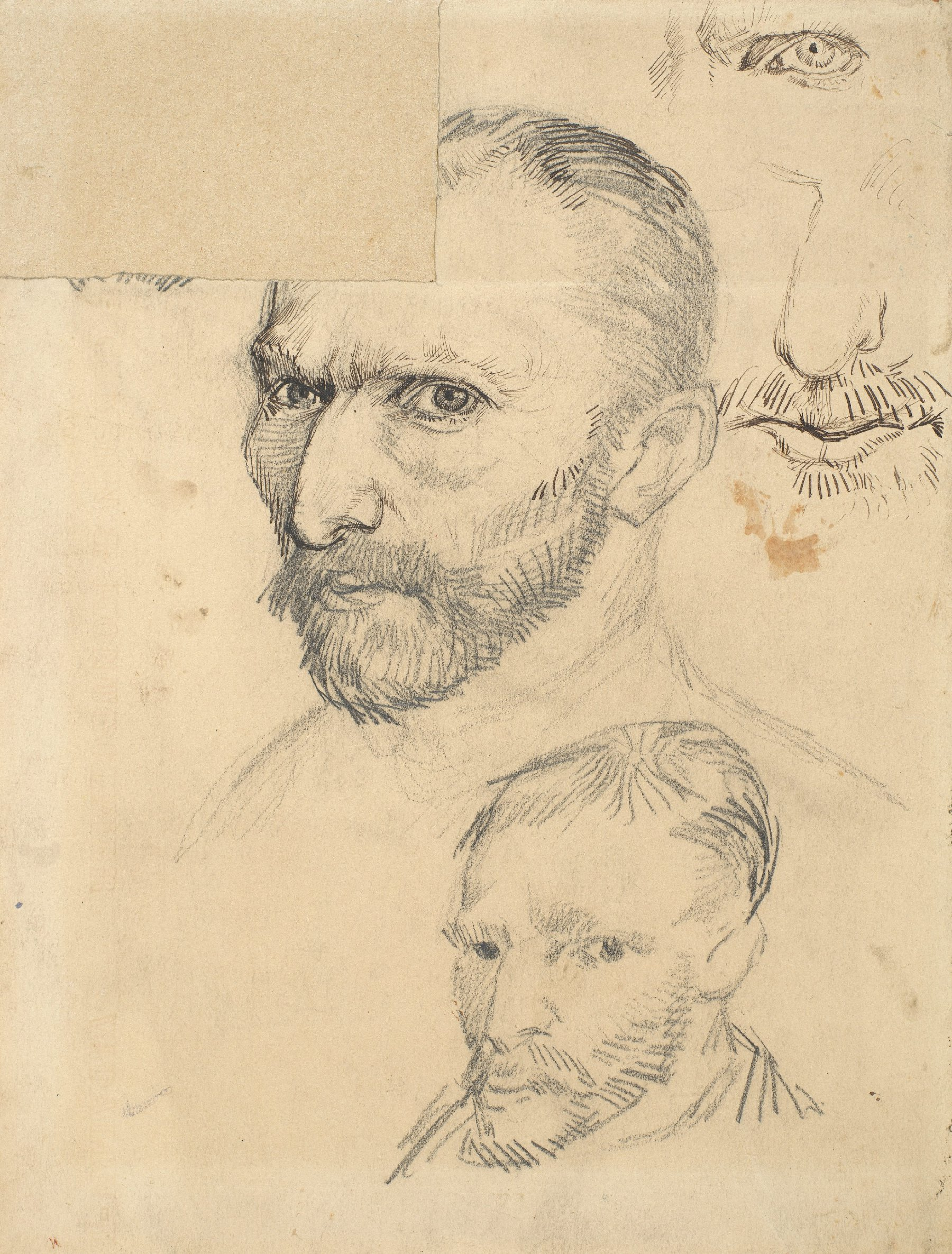
Deux autoportraits, dessin, Paris, 1886, musée Van Gogh, Amsterdam.
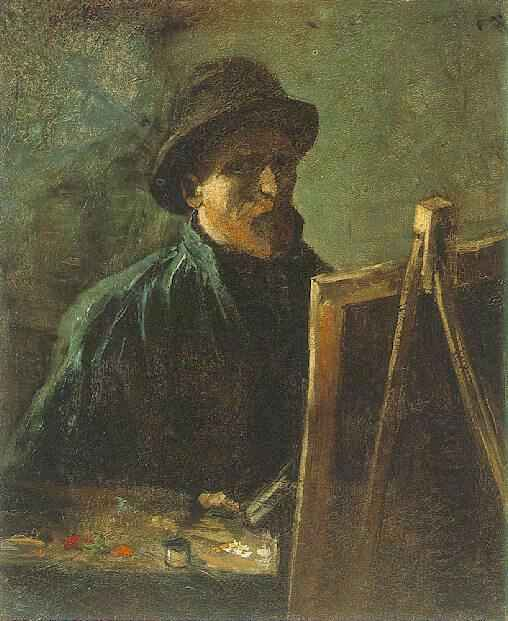
Autoportrait au chevalet 1886, musée Van Gogh, Amsterdam.
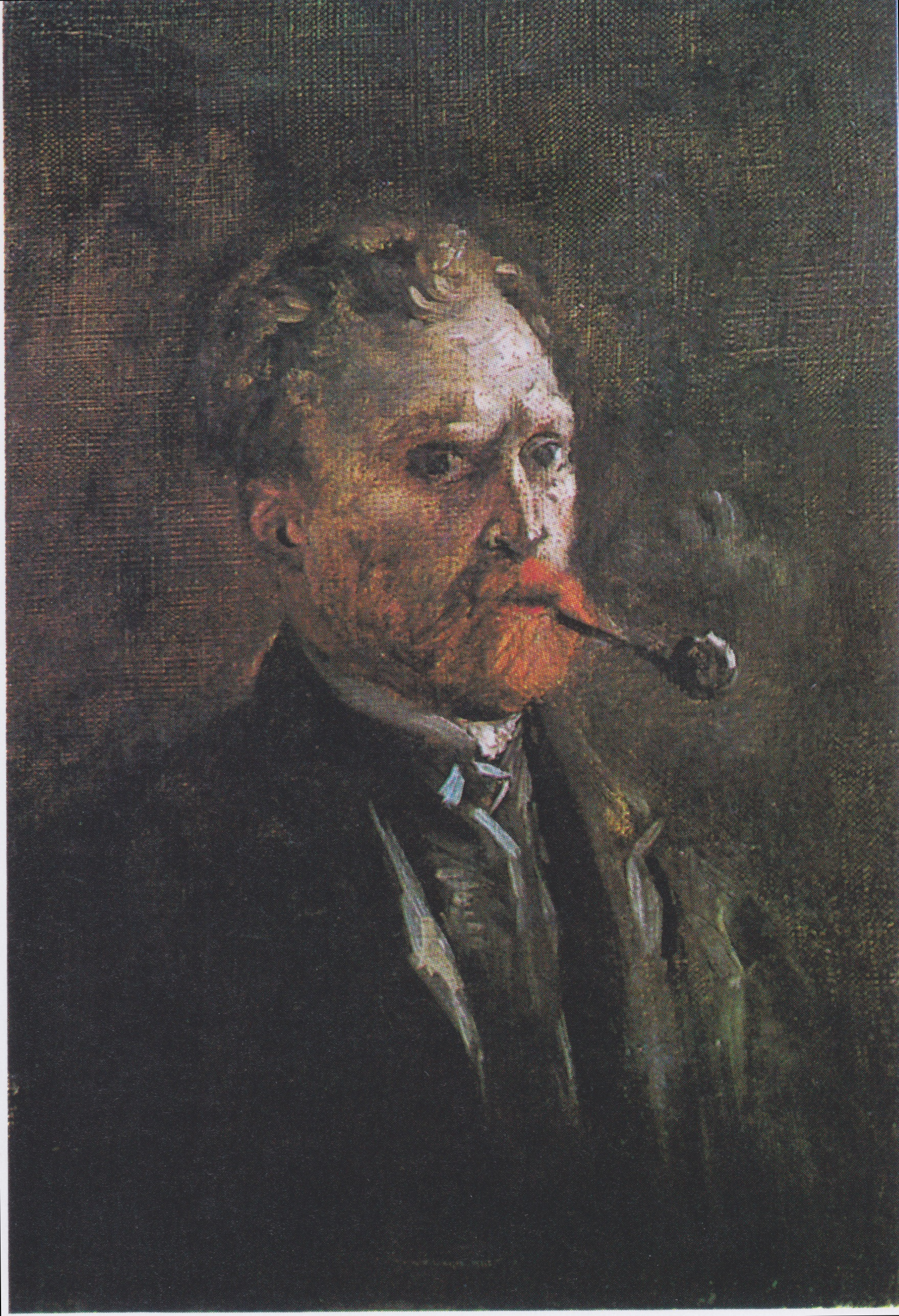
Autoportrait avec pipe, 1886, musée Van Gogh, Amsterdam.
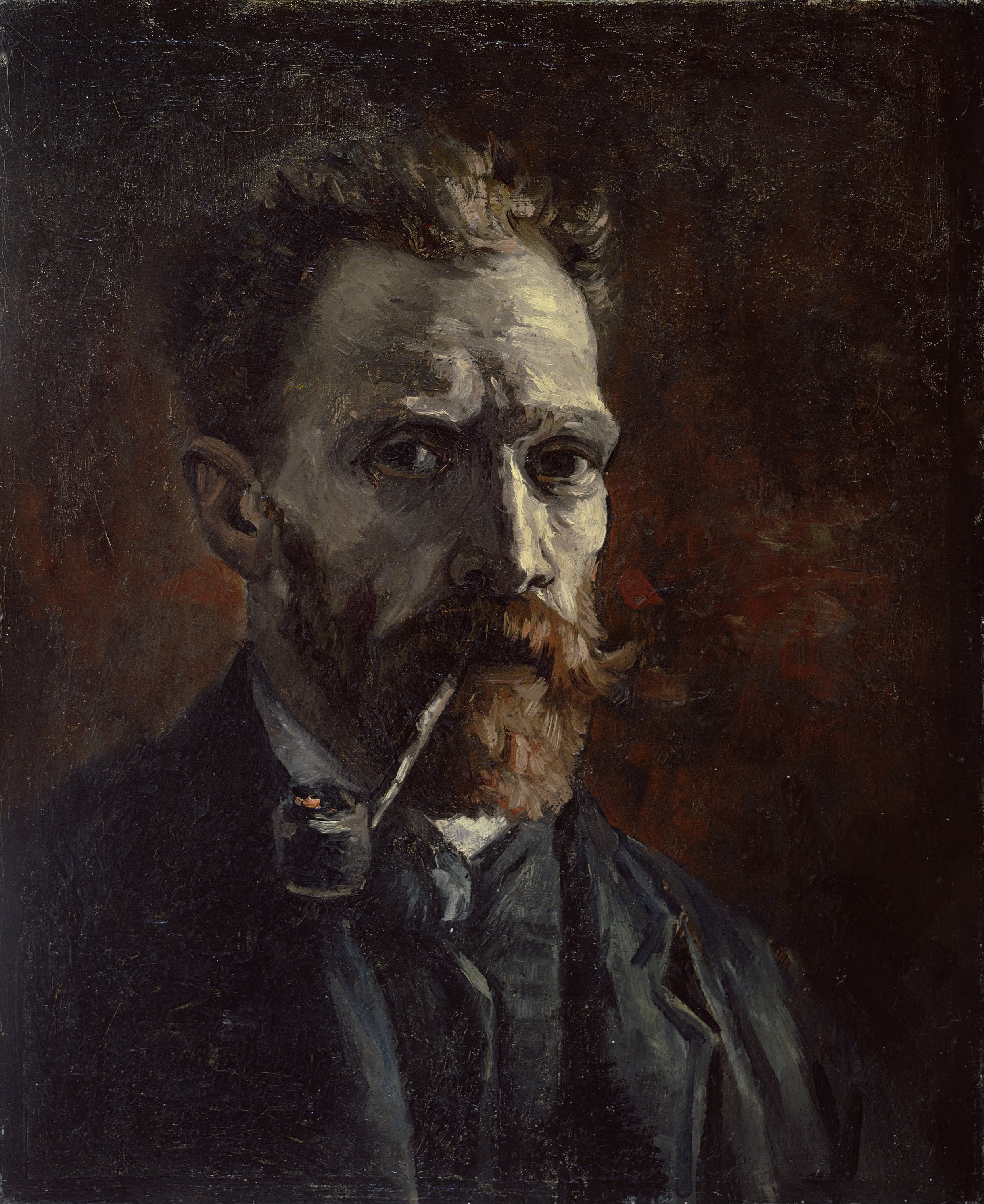
Autoportrait avec pipe, 1886, musée Van Gogh, Amsterdam.
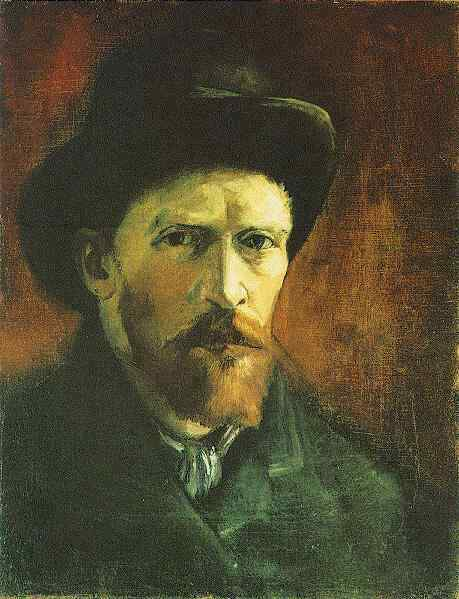
Autoportrait au chapeau de feutre noir, 1886 musée Van Gogh Museum, Amsterdam.

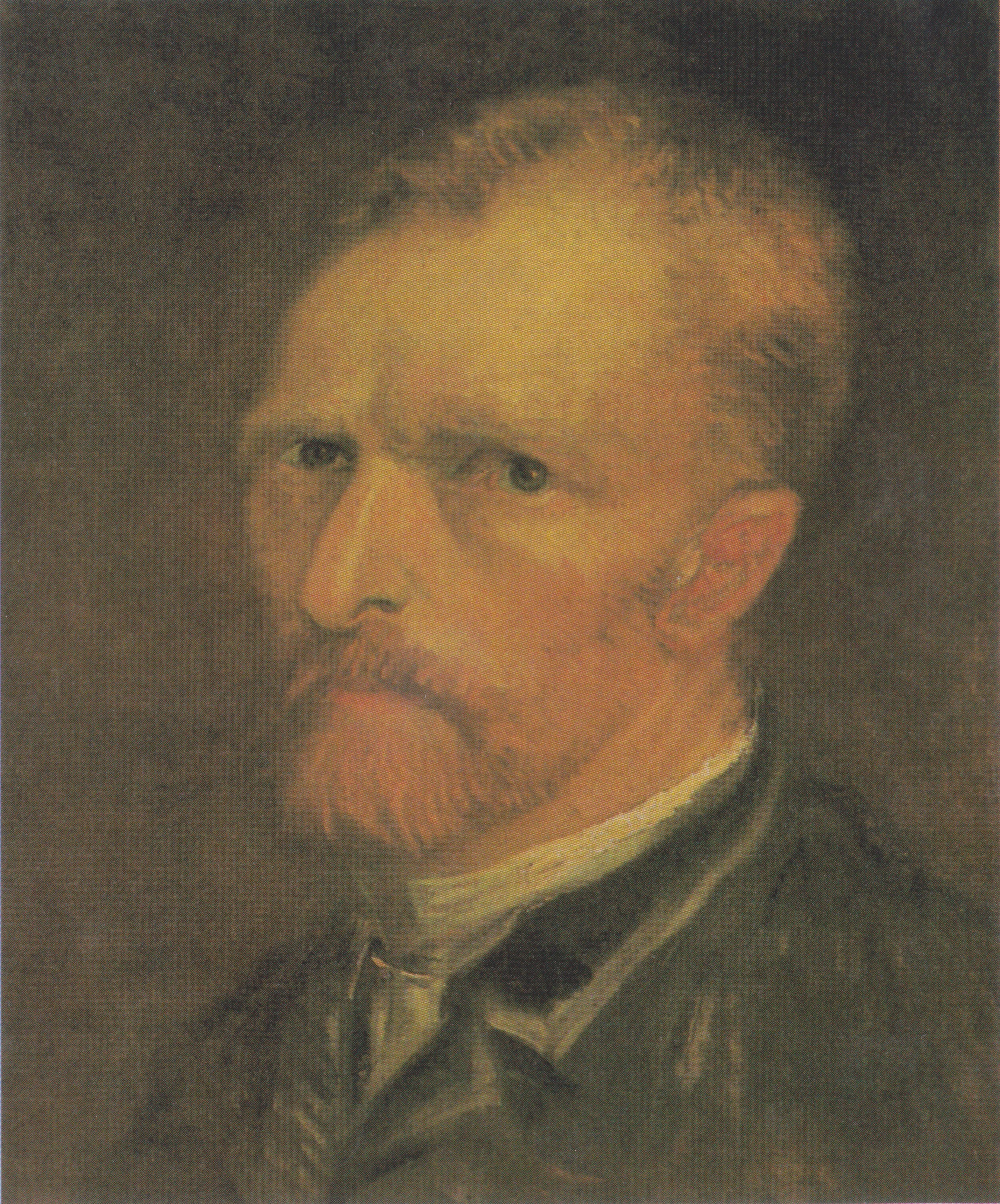
Autoportrait, automne 1886, Paris, musée municipal de La Haye, La Haye
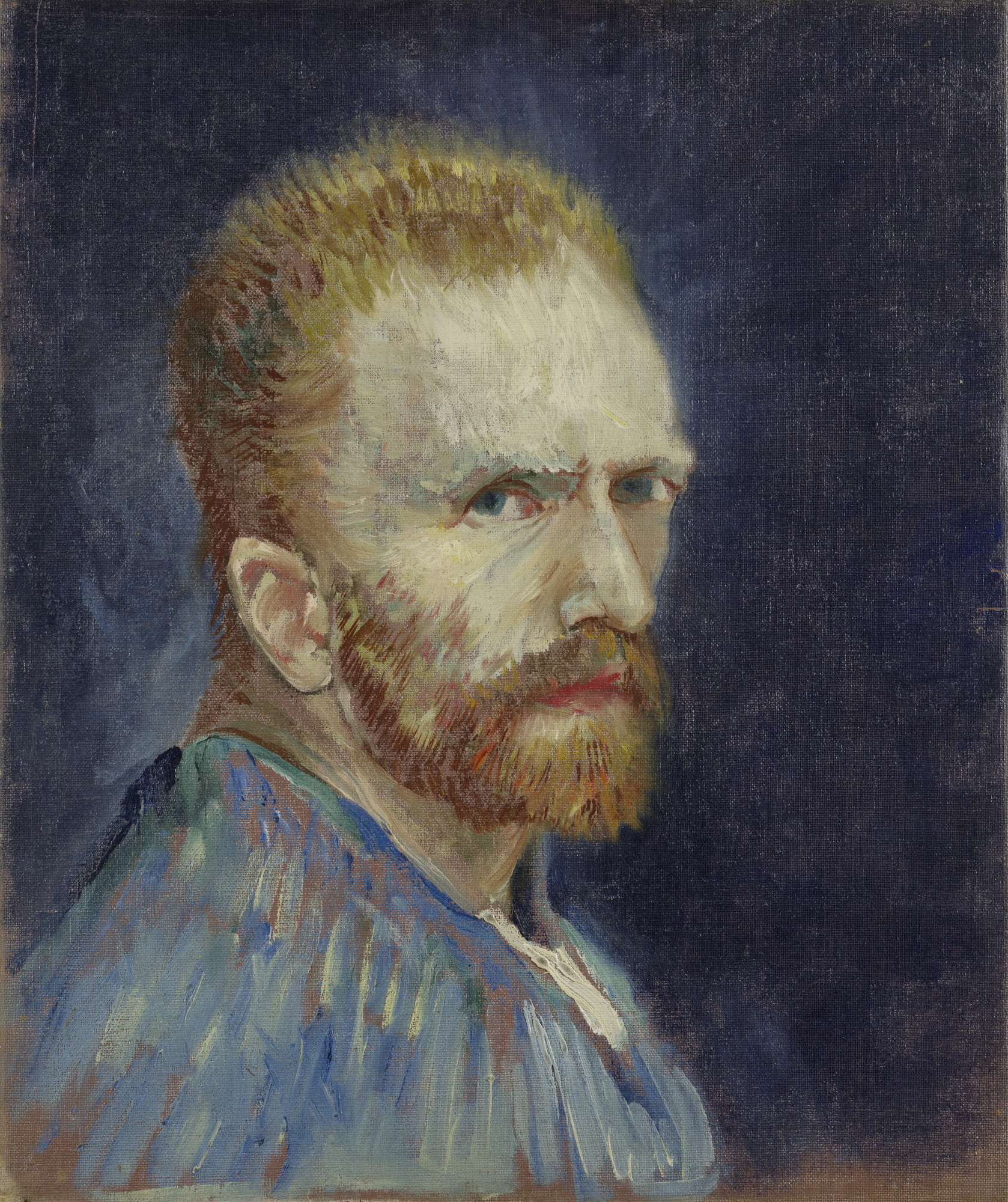
Autoportrait, hiver 1886-87, Wadsworth Atheneum, Hartford
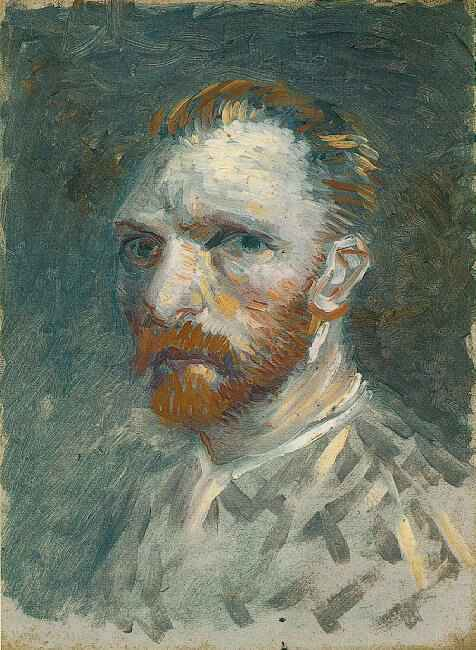
Autoportrait, hiver 1886-87, musée Van Gogh, Amsterdam
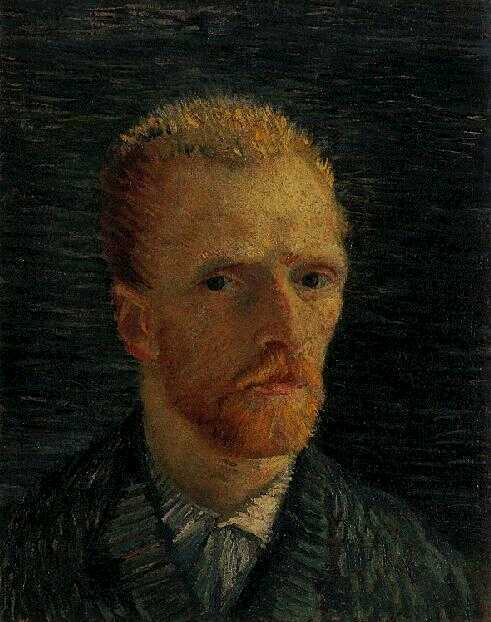
Autoportrait, hiver 1886-87, musée Van Gogh, Amsterdam
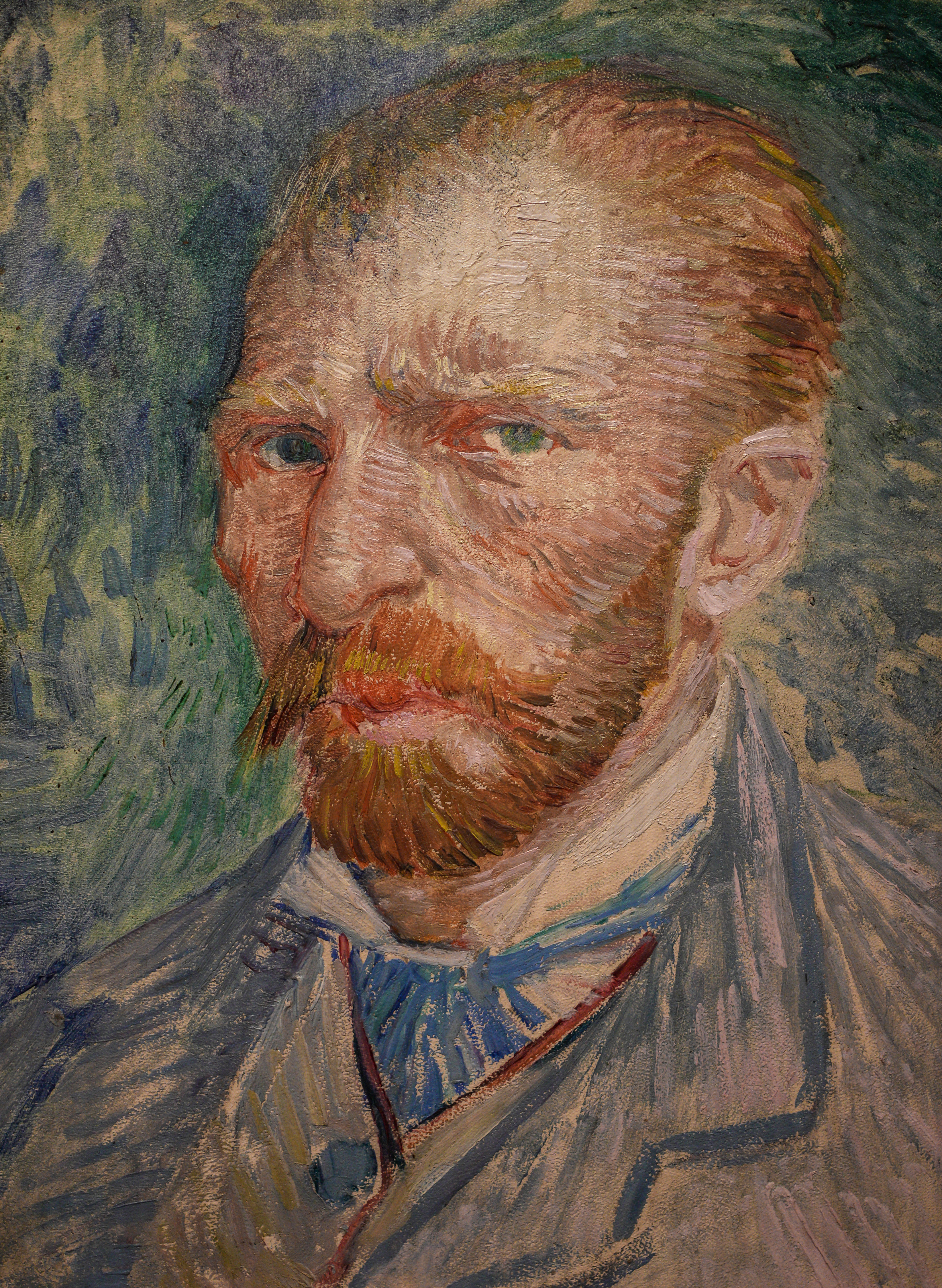
Autoportrait, hiver 1886-87, musée Kröller-Müller, Otterlo
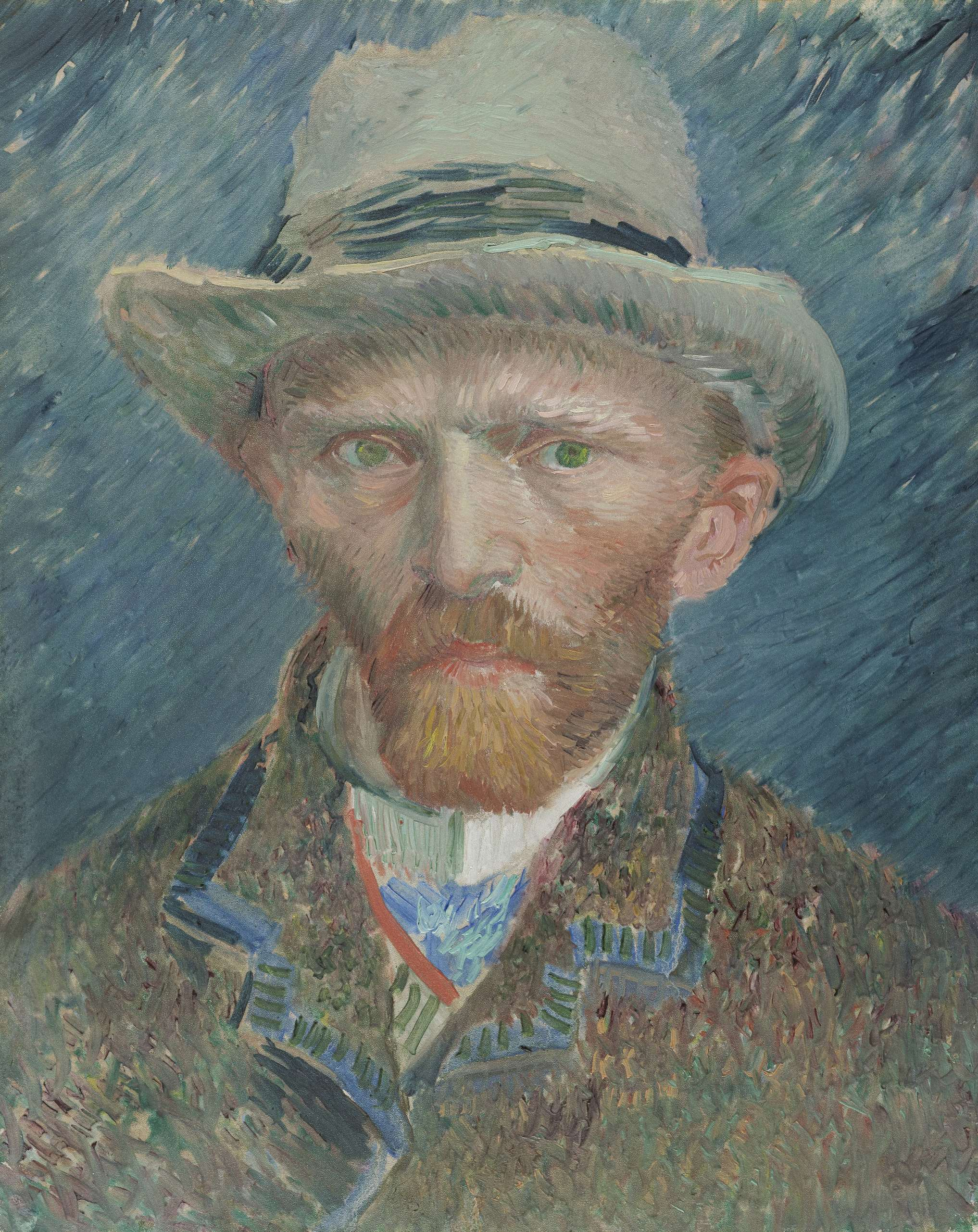
Autoportrait au chapeau de feutre gris, hiver 1886-87, Rijksmuseum, Amsterdam

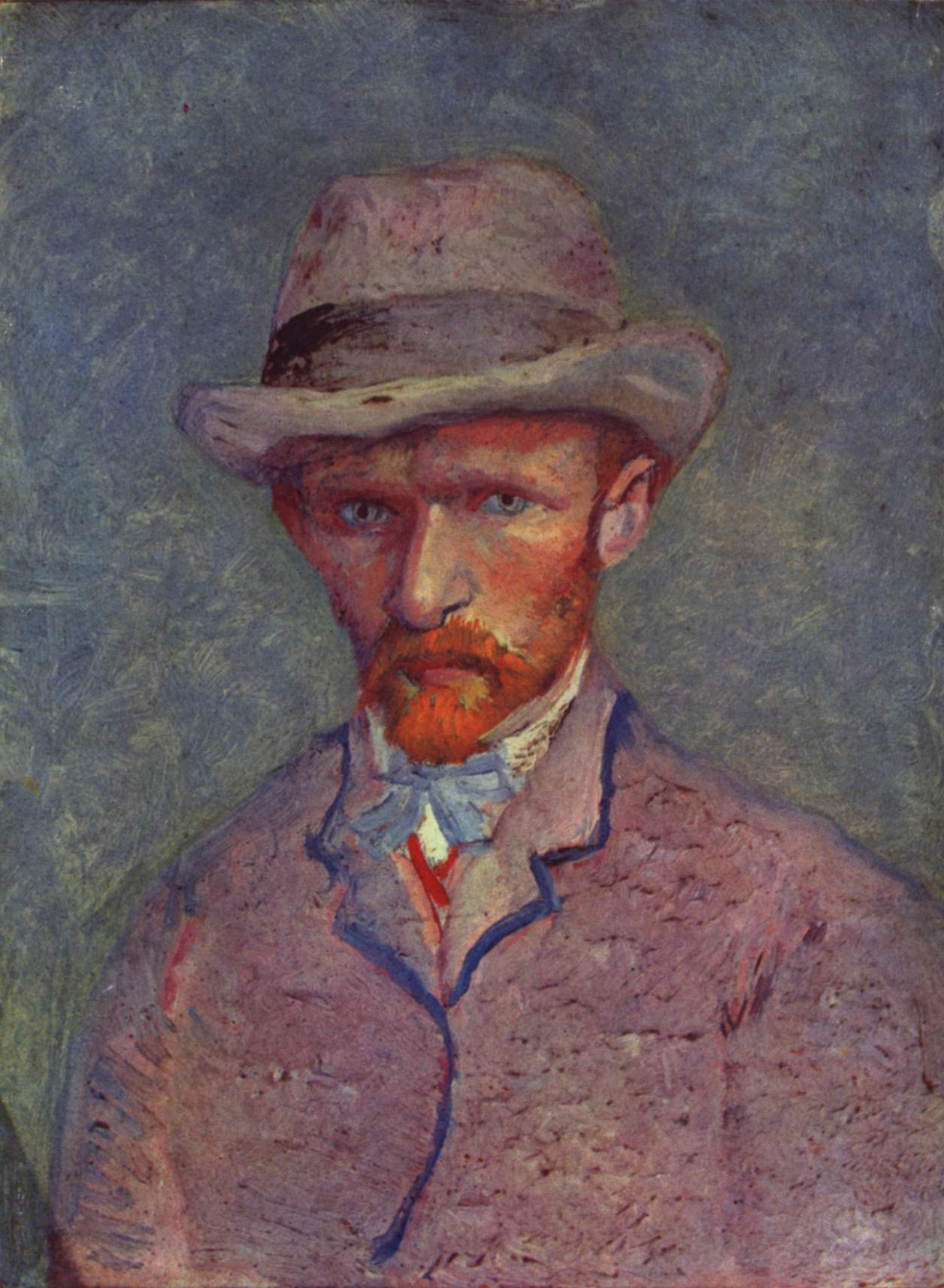
Autoportrait au chapeau gris 1887 huile sur carton, Musée van Gogh
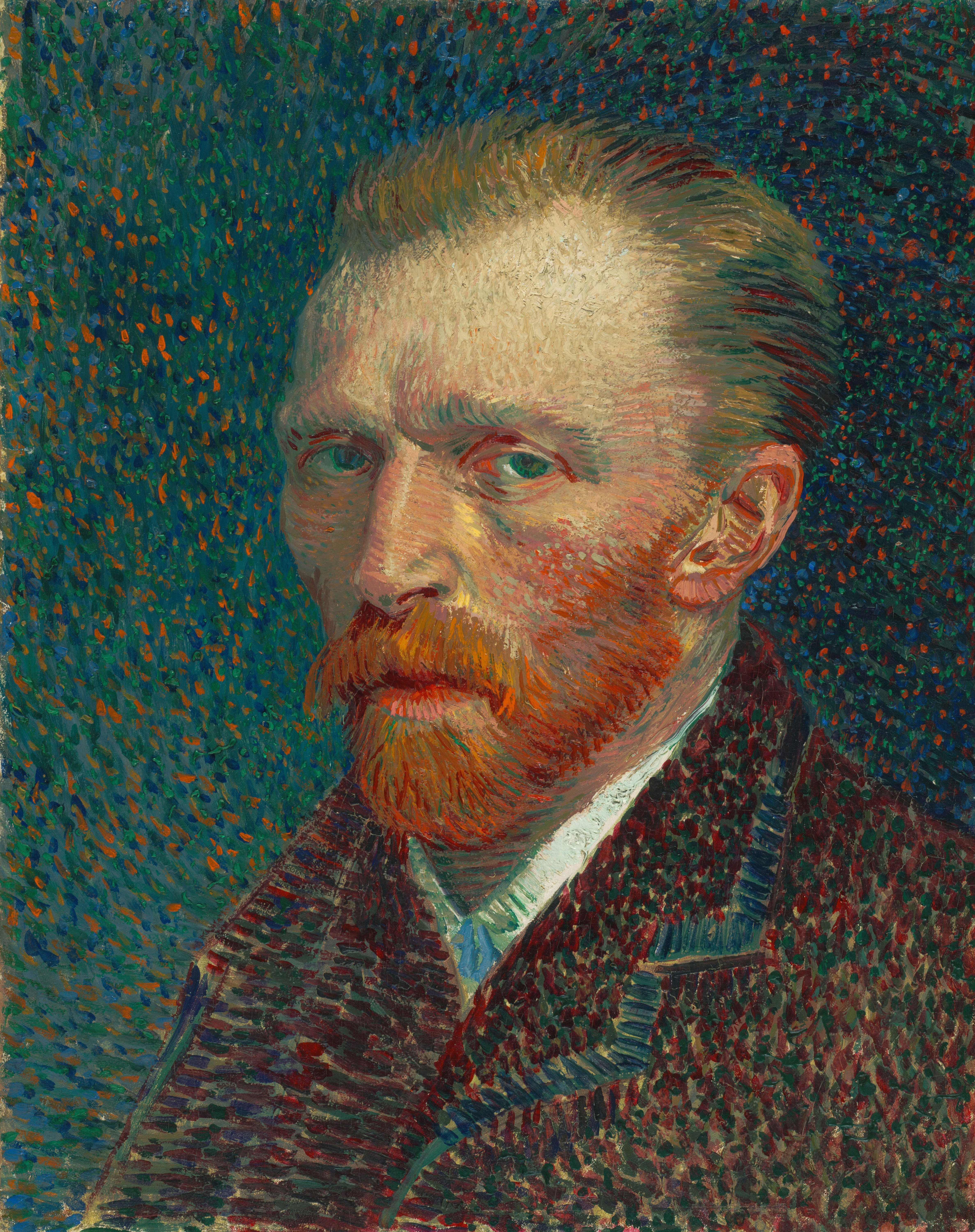
Autoportrait 1887 huile sur carton Art Institute of Chicago
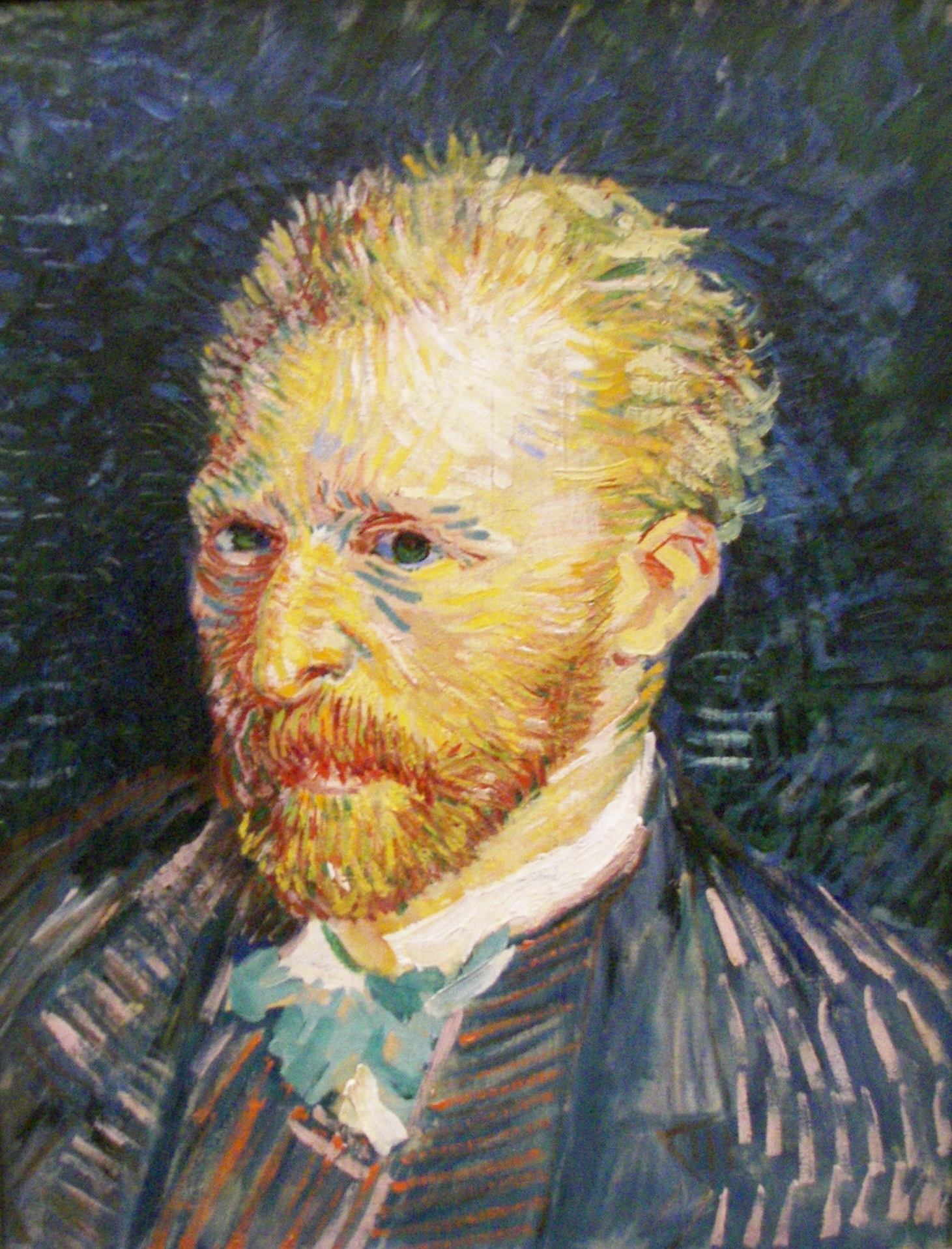
Autoportrait 1887 huile sur toile Musée d'Orsay
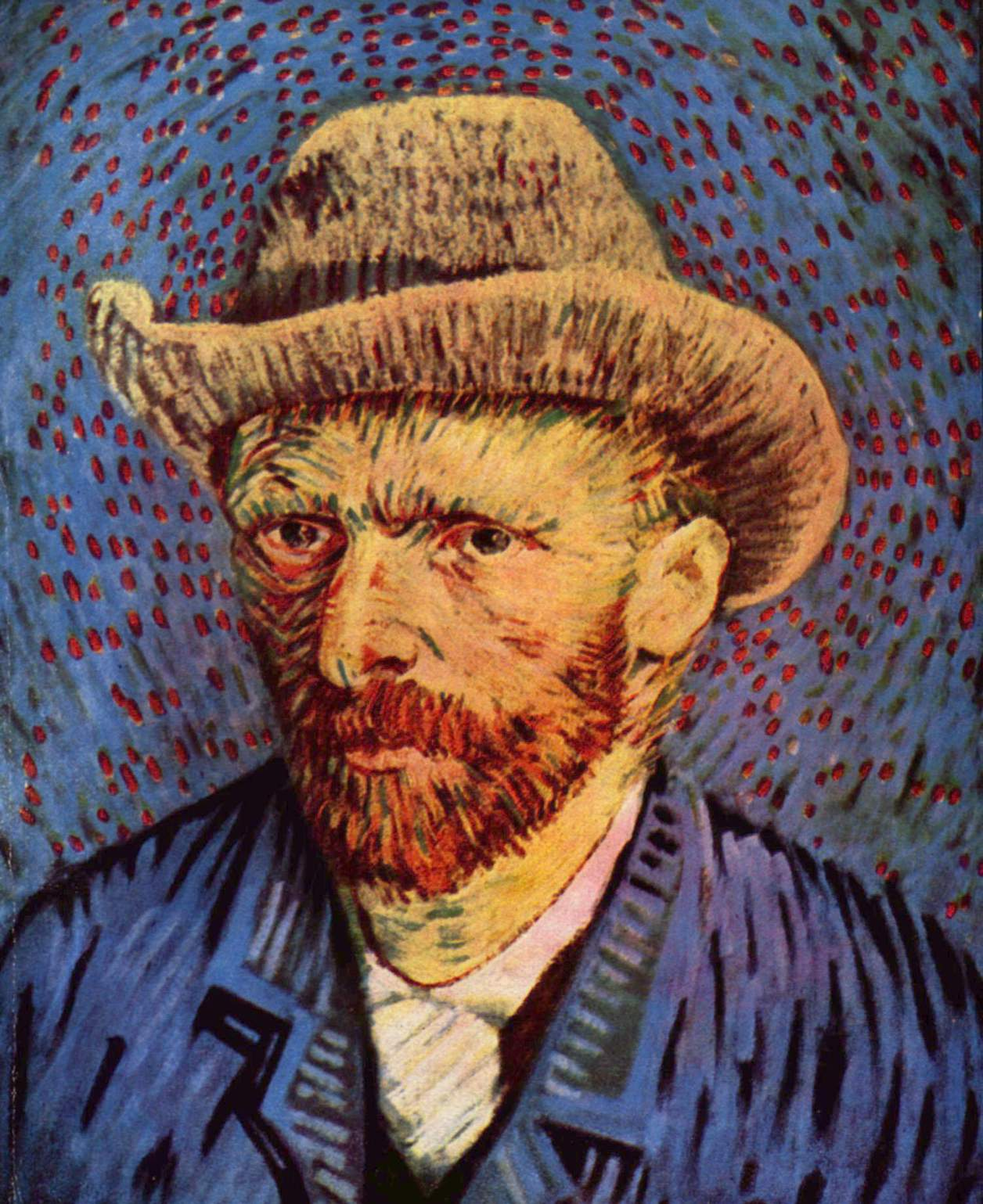
Autoportrait au chapeau de feutre gris 1887-1888 huile sur toile Musée van Gogh
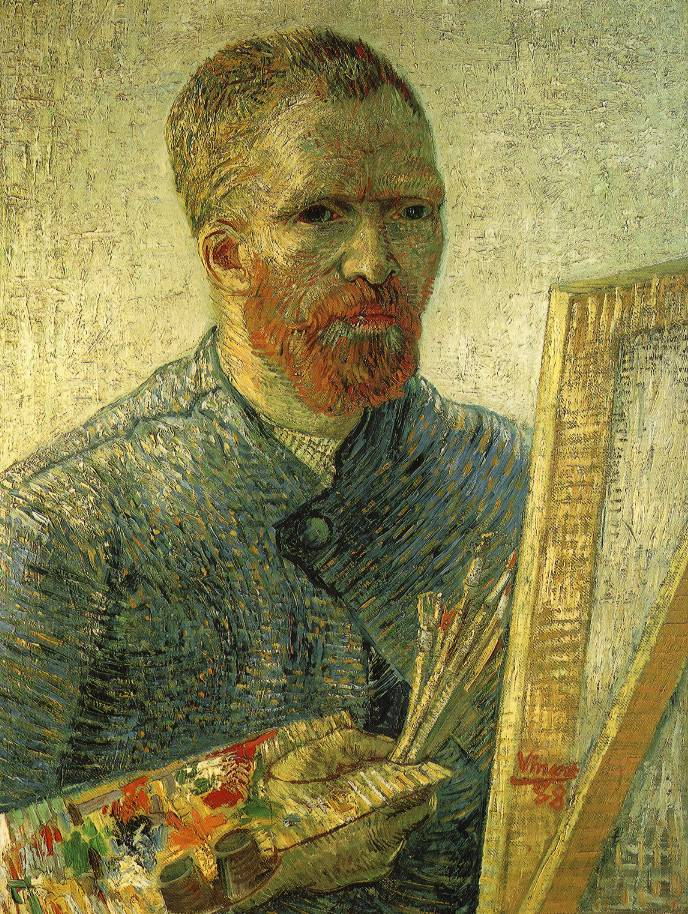
Autoportrait de l'artiste 1888 huile sur toile
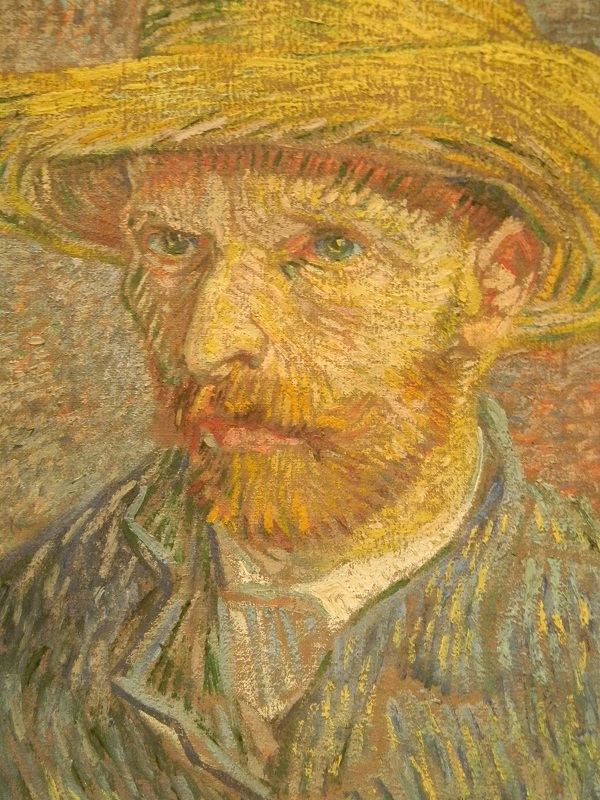
Autoportrait au Metropolitan Museum of Art

### Arles 1888-1889

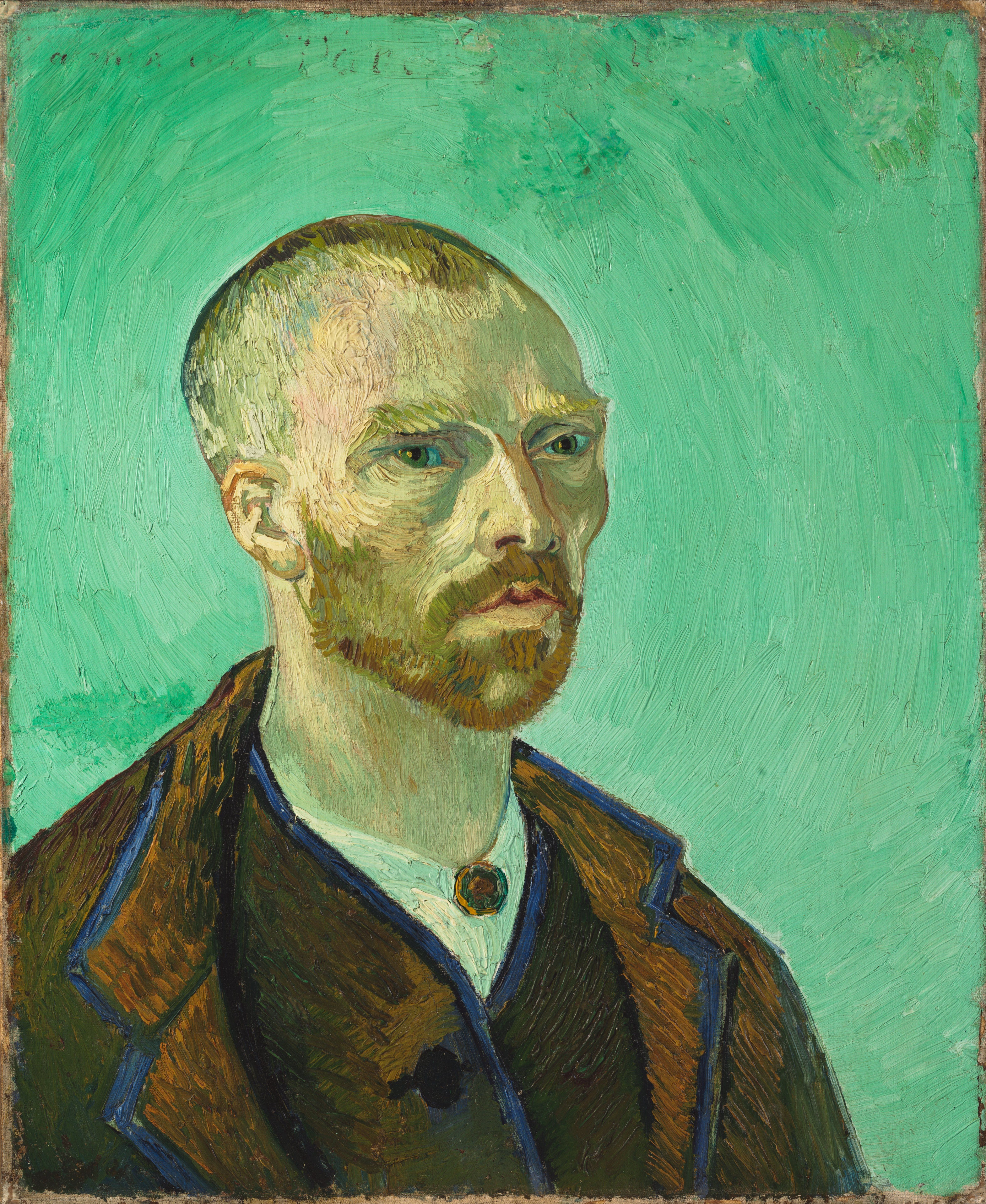
Autoportrait dédié à Paul Gauguin, 1888, Fogg Art Museum
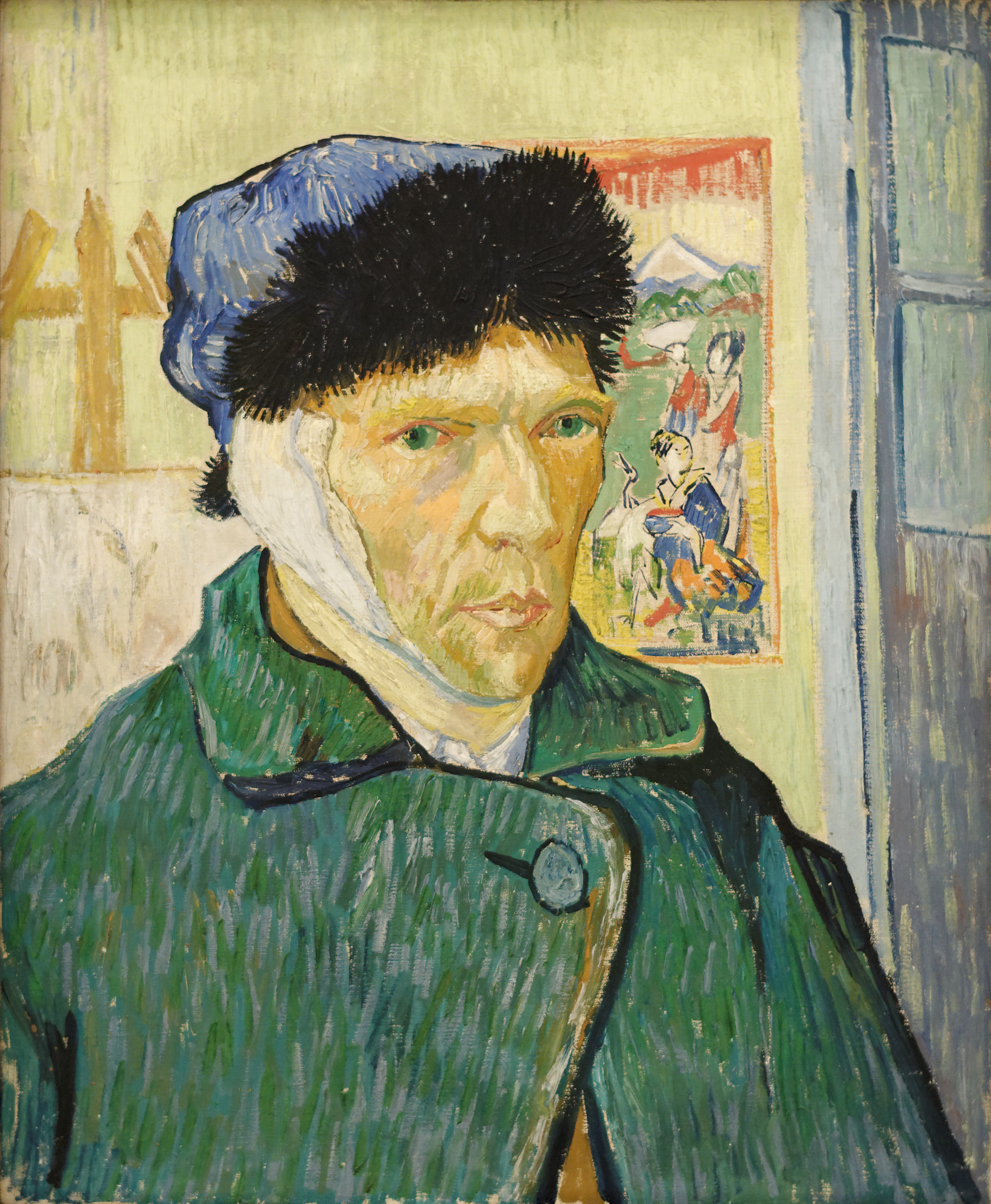
Autoportrait à l'oreille bandée 1889 huile sur toile Courtauld Institute Galleries
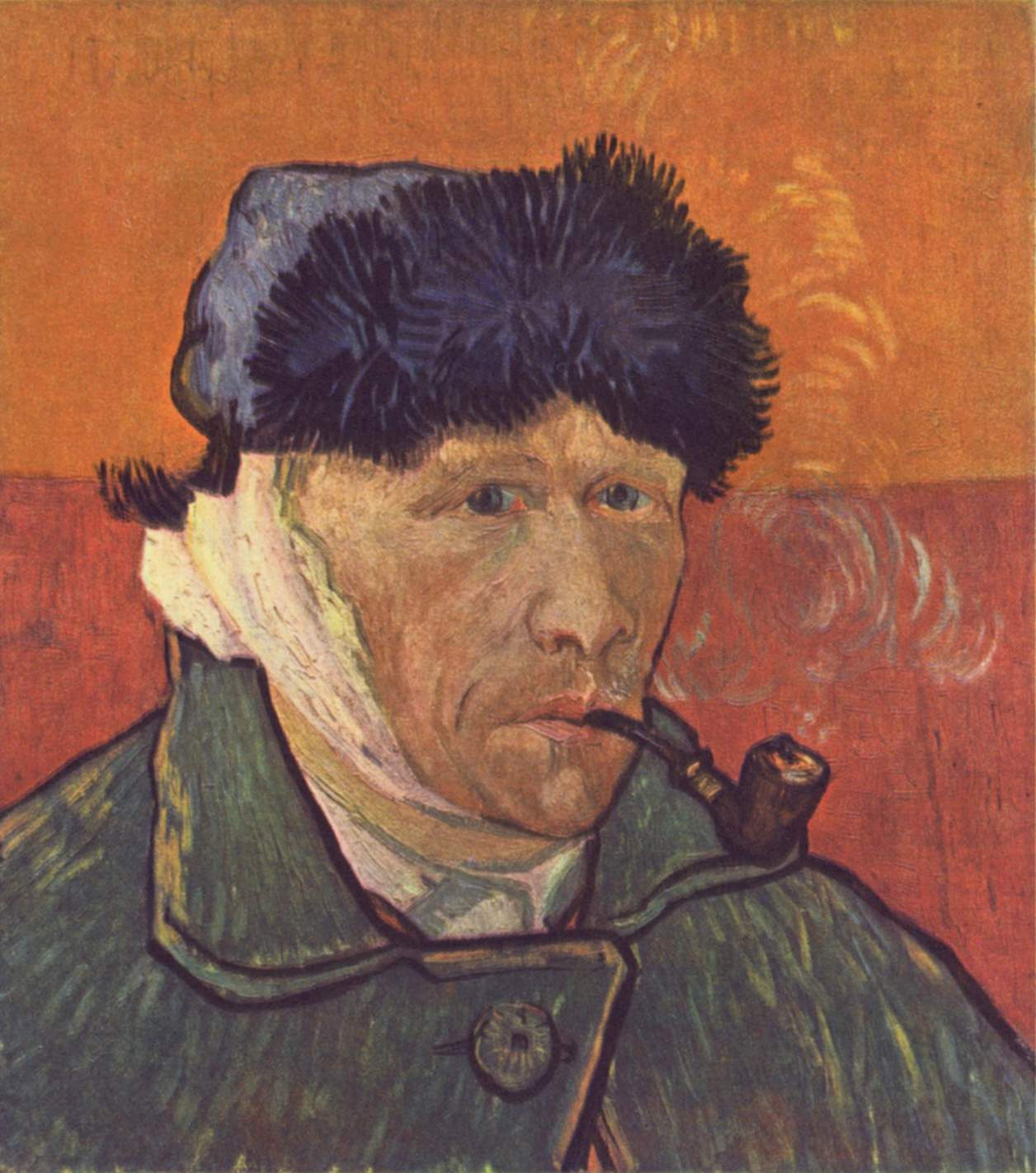
Autoportrait à l'oreille bandée et à la pipe 1889 Collection privée - montée dans le musée des arts Zurich.

### Saint-Rémy-de-Provence 1889
Van Gogh réalise plusieurs autoportraits à l'asile de Saint-Rémy car il est difficile pour lui d'y trouver des modèles pour ses portraits. Les autoportraits de Saint-Rémy-de-Provence montrent le profil gauche de l'artiste, du côté de l'oreille non détruite. En janvier 2020 l'autoportrait du Musée national de l'art, de l'architecture et du design d'Oslo a été authentifié par les experts du Van Gogh Museum, le tableau a été peint en août 1889 à Saint-Rémy-de-Provence, précédant ceux d'Orsay et de la National Gallery.  

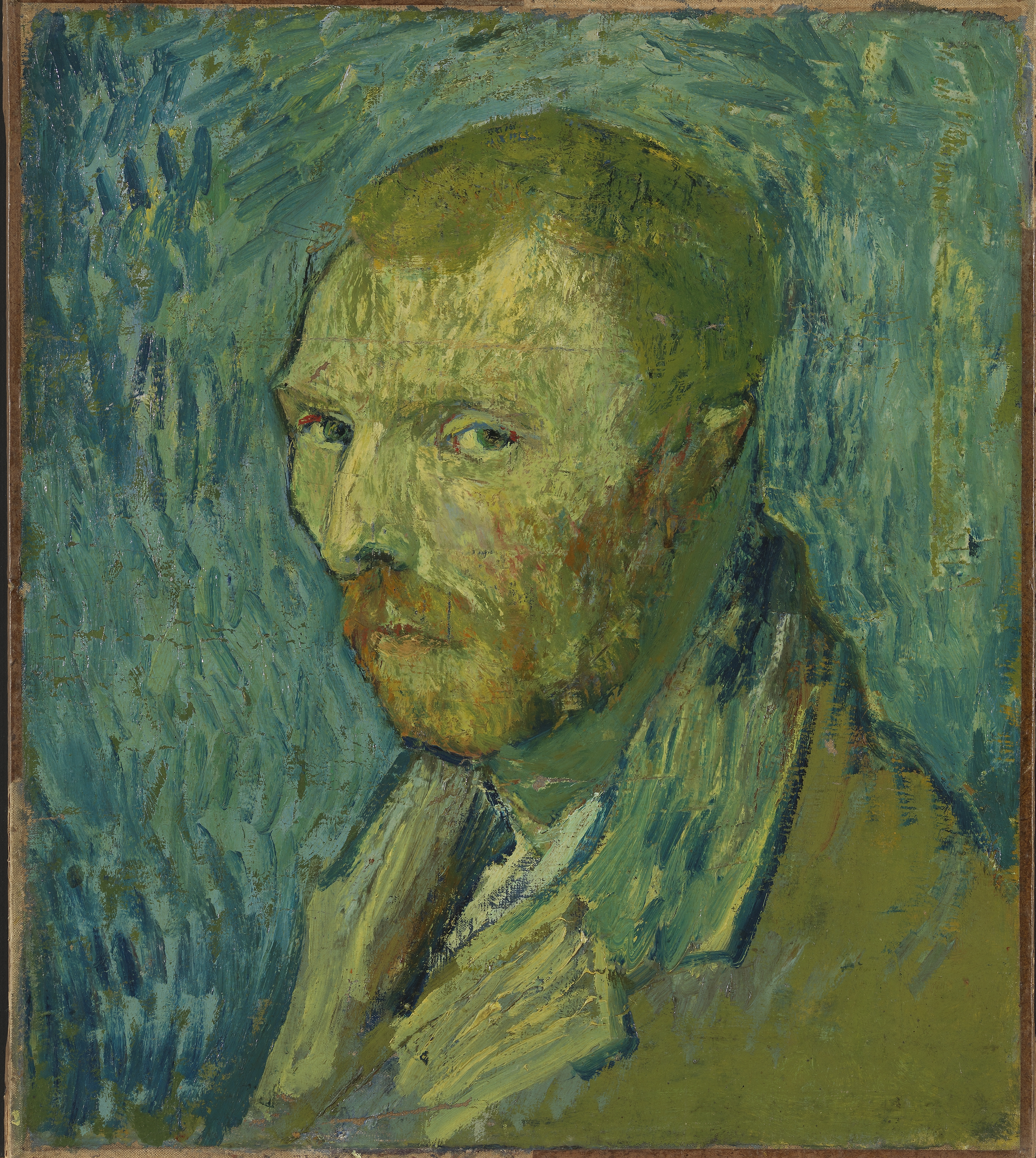
Autoportrait, 1889, Oslo, musée national de l'Art, de l'Architecture et du Design.
Autoportrait avec palette, 1889, Washington, National Gallery of Art.
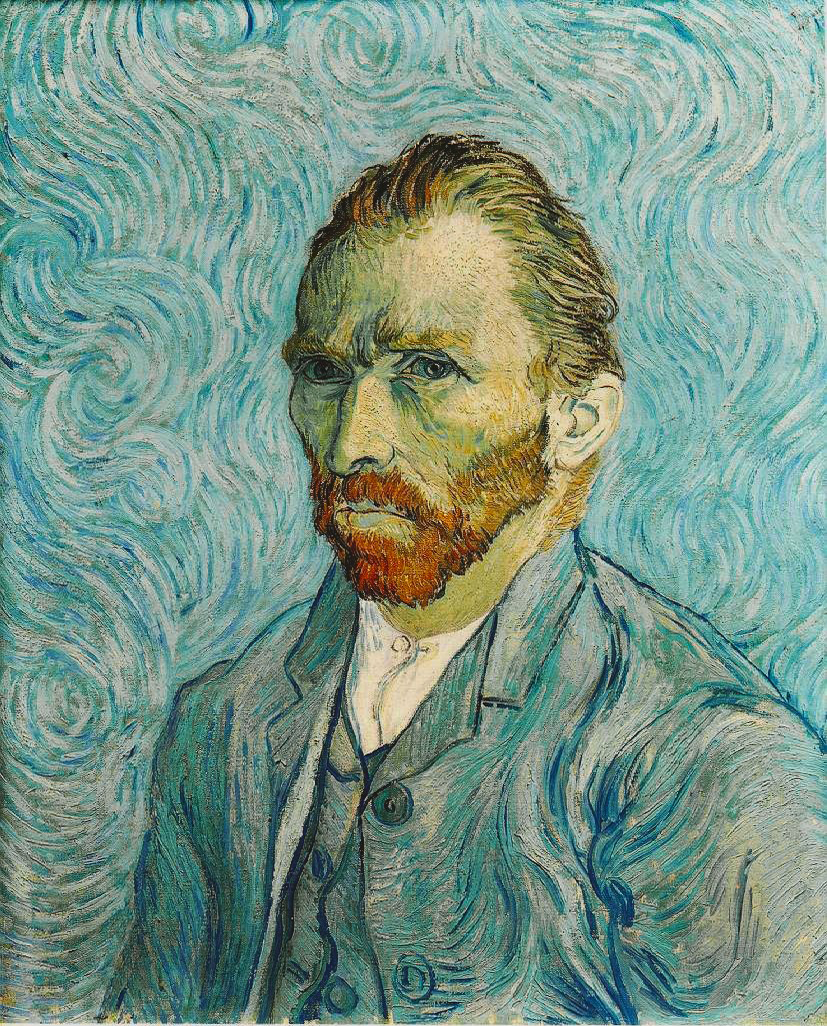
Portrait de l'artiste, 1889, Paris, musée d'Orsay.
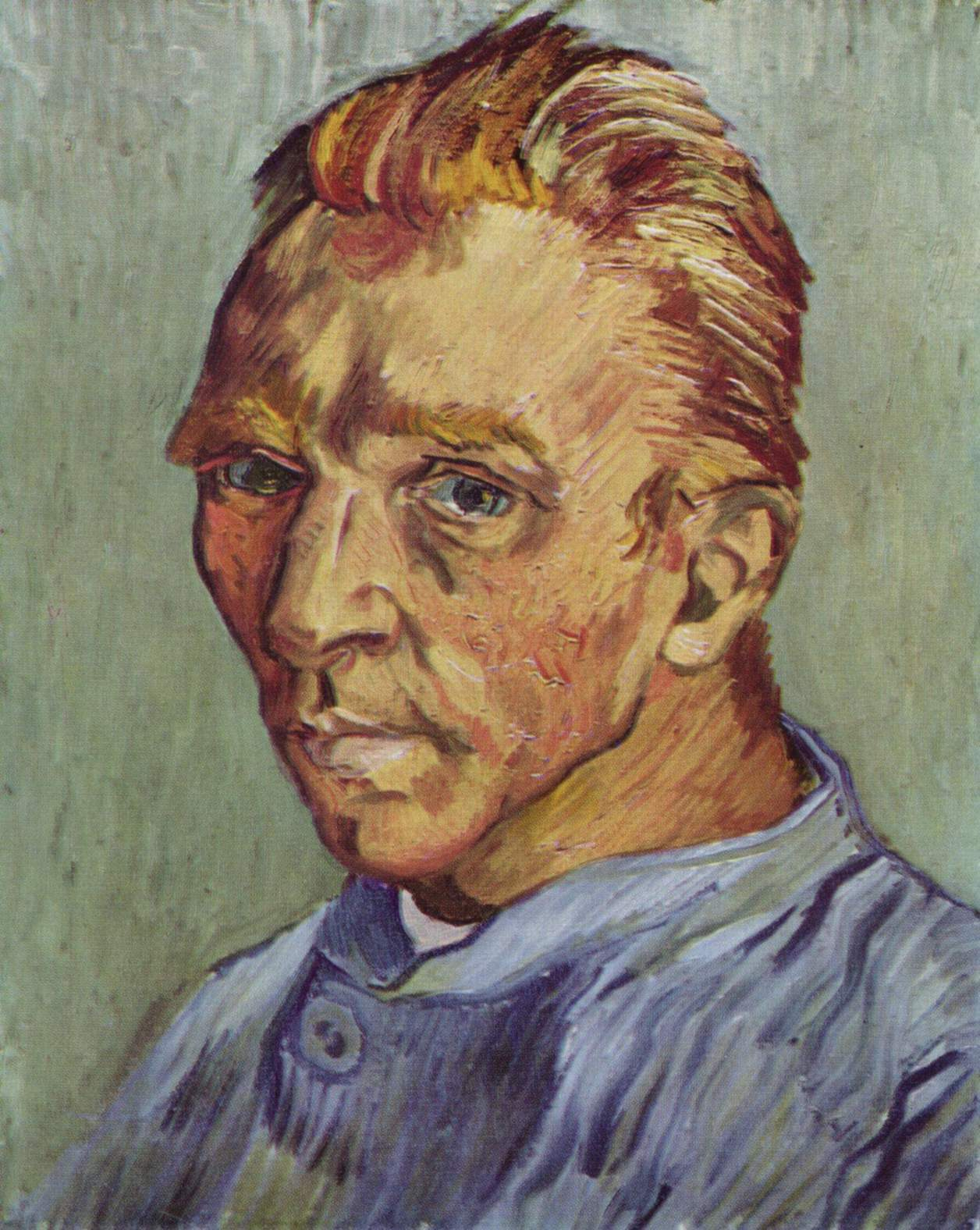
Autoportrait sans barbe, 1889, collection privée.